# غار گمیشان
غار گمیشان مربوط به میان سنگی است و در شهرستان نکا، روستای کمیشان، در ۵ كيلومتري شهر نكا و ۲۰ كيلومتري بهشهر و جنب جاده ساری به گرگان واقع شده و این اثر در تاریخ ۱۶ مهر ۱۳۷۹ با شمارهٔ ثبت ۲۷۹۷ به‌عنوان یکی از آثار ملی ایران به ثبت رسیده است.

## باستان‌شناسی
قدمت غار گمیشان به ۱۴ تا ۱۵ هزار سال قبل و عصر فراپارینه سنگی بر‌می‌گردد. تا کنون ۴۰ هزار تکه استخوانی، ۳۰ هزار دست ابزارهای سنگی و تعدادی سفال در لایه‌های بالایی کشف شده است.